# Fourques-sur-Garonne
Fourques-sur-Garonne är en kommun i departementet Lot-et-Garonne i regionen Nouvelle-Aquitaine i sydvästra Frankrike. Kommunen ligger i kantonen Le Mas-d'Agenais som tillhör arrondissementet Marmande. År 2022 hade Fourques-sur-Garonne 1 307 invånare.

## Befolkningsutveckling
Antalet invånare i kommunen Fourques-sur-Garonne
| Referens: INSEE |